# 1572 en santé et médecine
| Années de la santé et de la médecine : 1569 - 1570 - 1571 - 1572 - 1573 - 1574 - 1575    |
| Décennies de la santé et de la médecine : 1540 - 1550 - 1560 - 1570 - 1580 - 1590 - 1600 |

Cet article présente les faits marquants de l'année 1572 en santé et médecine.

## Publications
- Ambroise Paré (1509/1510-1590) fait paraître ses Cinq livres de chirurgie, chez André Wechel, à Paris[1],[2].
- Antoine Mizauld (1510-1578) fait imprimer à Paris, par Frédéric Morel l'Ancien, son « Traité sur le séné » (Opusculum de sena[3]).
- Volcher Coiter (1534-1576), Externarum et internarum principalium humani corporis partium tabulae, chez Théodore Gerlatzen, à Nuremberg[4].

## Naissances
- 25 novembre : Daniel Sennert (mort en 1637), médecin allemand, professeur à l'université de Wittemberg[5].
- 22 décembre : Abel Brunier (mort en 1665), médecin et botaniste français, auteur du Hortus regius blesensis en 1653[6].
- Charles Bouvard (mort en 1658), médecin et chimiste français[7].
- Loys du Gardin (mort en 1633), médecin, humaniste et poète douaisien[8].

## Décès
- Adolphe Occon (né en 1494 à Brixen au Tyrol), reçu docteur en médecine à Bologne, médecin de la ville et de l'hôpital d'Augsbourg en Souabe ; adopté par son cousin, le médecin Adolphe Occon (1447-1503), et père d'un troisième Adolphe Occon (1524-1605), médecin lui aussi[9].
- Jacques Curio (né en 1497), médecin allemand, professeur à Ingolstadt et Heidelberg[10].
- Vers 1572 : Hippolyte Salviani (né en 1514), médecin, zoologiste et botaniste italien[11],[12].